# باشگاه فوتبال واشینگتن دیپلماتس (۱۹۸۸–۱۹۹۰)
واشینگتن دیپلوماتس یک تیم فوتبال آمریکایی بود که در سال ۱۹۸۷ تأسیس شد و در سال‌های ۱۹۸۸ و ۱۹۸۹ در لیگ فوتبال آمریکا و در سال ۱۹۹۰ در لیگ حرفه‌ای فوتبال آمریکا بازی کرد.

## افتخارات
- ۱ قهرمانی ای‌اس‌ال
- ۱ حضور در جام قهرمانان کونکاکاف